# دولو (قوچان)
دولو، روستایی است از توابع بخش مرکزی شهرستان قوچان در استان خراسان رضوی ایران.

## جمعیت
این روستا در دهستان سودلانه قرار داشته و بر اساس سرشماری سال ۱۳۸۵ جمعیت آن ۳۱۶ نفر (۷۶ خانوار)
بوده‌است.